# Neogen
Neogen (neformalno: gornji ili kasni tercijar) geološko je razdoblje u povijesti Zemlje, geološki period koji se sastoji od miocenske i pliocenske epohe. Neogenski period slijedi paleogenski period, a prethodi kvartaru. Početak neogena stavlja se na 23,03 milijuna godina, a kraj na 2,58 milijuna godina prije sadašnjosti.
U prošlosti su se izrazi neogenski sistem i sistem gornjeg tercijara koristili kako bi opisali današnji neogenski period, a neogen je završavao s početkom kvartara, tj. na pliocensko-pleistocenskoj međi. Danas, međutim, postoji pokret među geolozima (posebno morskim geolozima specijaliziranim za neogen) da se sadašnji geološki period (kvartar) uključi u neogen, dok ostali (posebno oni specijalizirani za geologiju kopna) inzistiraju da kvartar bude posebni period zbog drukčijih nalaza.[nedostaje izvor] Ponešto zbunjujuća terminologija i neslaganje geologa o tome gdje treba povući hijerarhijsku među je posljedica sve finijeg granulariteta kako se nalazi približavaju sadašnjosti, i zahvaljujući tome što mlađi sedimentarni nalazi obično predstavljaju daleko veći izvor podataka od onih starijih te ukazuju na daleko veći broj oblika okoline. Dijeleći kenozojsku eru na tri (ili dva) perioda (paleogen, neogen, kvartar) umjesto sedam epoha, periode je nešto lakše usporediti s trajanjem perioda u mezozojskoj i paleozojskoj eri. 
Za vrijeme neogena sisavci su i ptice prilično evoluirali. Većina oblika je ostala relativno nepromijenjena. Dogodilo se nešto kontinentalnog pomaka, od kojih je najvažniji događaj bilo spajanje Sjeverne s Južnom Amerikom u kasnom pliocenu. Klima je nešto zahladila za vrijeme neogena, što je kulminiralo s kontinentalnim glacijacijama u sljedećoj kvartarnoj eri, koja je vidjela začetak genusa čovjeka.

## Galerija
- Cladocora
- Čeljusti Megalodona
- Cetotherium
- Kentriodon
- Phorusrhacos
- Purussaurus
- Dromornis
- Dinotherium
- Teleoceras
- Osbornoceros
- Syndyoceras
- Thylacosmilus
- Amphicyon
- Australopithecus
- Paraphysornis brasiliensis

## Vanjske poveznice
|  | Zajednički poslužitelj ima još gradiva o temi Neogen |